# 大阪市立喜連西小学校
大阪市立喜連西小学校（おおさかしりつきれにししょうがっこう）は、大阪府大阪市平野区にある公立小学校。

## 沿革
地域の人口増加に伴い、1964年に大阪市立喜連小学校の分校として設置されたことに始まる。その後1967年に独立校となった。
- 1964年4月 - 大阪市立喜連小学校分校として設置。
- 1967年2月 - 分校の独立校化が決まる。校名・校区が決定
- 1967年4月 - 校旗・校章・校歌決定
- 1967年11月 - 大阪市立喜連西小学校として独立開校。
- 1968年8月 - プール完成
- 1973年4月 - 養護学級設置
- 1983年11月 - 交通安全優良校として、全日本交通安全協会より表彰を受ける。
- 1995年9月 - 児童会が取り組んだ阪神・淡路大震災の募金活動で、大阪市長より感謝状を受ける。
- 1996年9月 - 講堂兼体育館・屋上プール完成。

## 通学区域
- 大阪市平野区 喜連西1-4丁目

卒業生は大阪市立摂陽中学校に進学する。

## 交通
- 地下鉄谷町線喜連瓜破駅北西800m